# Horseshoe Bay (Südgeorgien)
Die Horseshoe Bay (englisch für Hufeisenbucht) ist eine 800 m breite Bucht an der Nordküste Südgeorgiens. Sie liegt südlich des Kap George.
Die Bucht erscheint erstmals auf einer Karte, die auf einer Skizze von Wissenschaftlern der britischen Discovery Investigations aus dem Jahr 1929 basiert.